# ماساشي ووادا
ماساشي ووادا (باليابانية: 大和田 真史) (28 يوليو 1981 في تاكاهاغي في اليابان – )؛ هو لاعب كرة قدم ياباني سابق كان يلعب كمدافع.

## وصلات خارجية
- ماساشي ووادا على موقع رابطة كرة القدم اليابانية للمحترفين (اليابانية)
- ماساشي ووادا على موقع قاعدة بيانات كرة القدم.إي يو (الإنجليزية)
- ماساشي ووادا على موقع Soccerway.com (الإنجليزية)